# Orzechowska Wydma

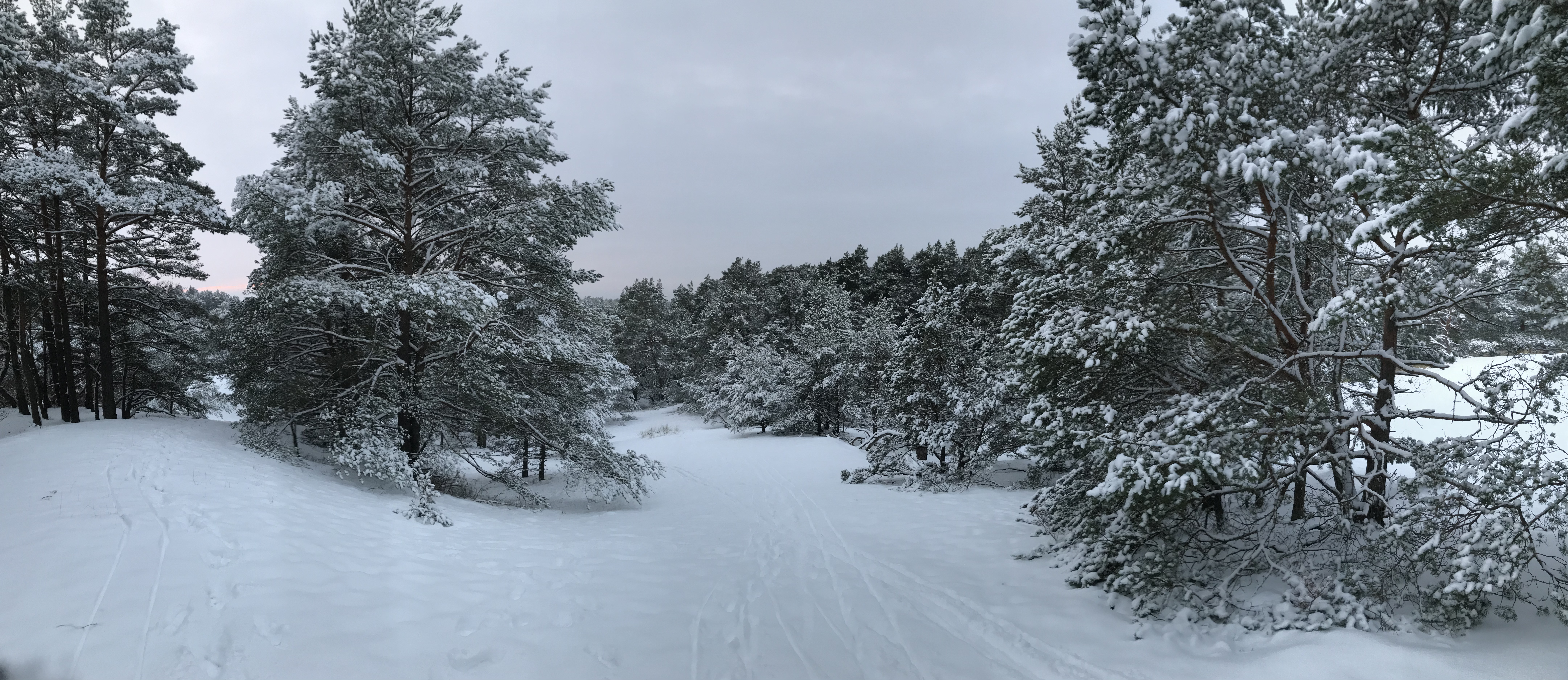
Wydma Orzechowska w śniegu

Orzechowska Wydma (lub Wydma Orzechowska) – rozległa wydma paraboliczna leżąca w pobliżu miejscowości Zapadłe i Orzechowo (gmina Ustka). Położona jest na niej ścieżka dydaktyczna "Orzechowska Wydma".

## Położenie
Orzechowska Wydma leży na morenie wynoszącej się ok. 23 m ponad okoliczny teren.

## Rzeźba terenu
Wydma pokryta jest trawami, mchami oraz drzewami, choć w wielu miejscach jego powierzchnię stanowi sam piasek. Obszerny szczyt moreny, na której leży wzniesienie, posiada liczne zagłębienia śródwydmowe. Stoki północny, południowy oraz wschodni są strome i pokryte ok. 150-letnią buczyną. Zachodni stok zaś przechodzi z wydmy szarej w bór sosnowy.